# Hervé Louboutin
 (août 2021).
Si vous disposez d'ouvrages ou d'articles de référence ou si vous connaissez des sites web de qualité traitant du thème abordé ici, merci de compléter l'article en donnant les références utiles à sa vérifiabilité et en les liant à la section « Notes et références ».
Pour les articles homonymes, voir Louboutin.
Hervé Louboutin, né le 24 juin 1951 à Nantes, est un journaliste et éditeur français.

## Biographie
Né le 24 juin 1951 à Nantes, il a participé en 1978 à la création du spectacle du Puy du Fou en Vendée.
Il est le fondateur du Prix Combourg et de l'Académie Chateaubriand.
Il est le président de l'association du Derby Cadets international de tennis de La Baule.
Il préside les Éditions de L'Enchanteur.

### Carrière journalistique
Après sa scolarité au lycée Saint-Joseph-du-Loquidy et des études à la faculté de droit de Nantes, Hervé Louboutin est entré à Presse-Océan en 1974 où il a réalisé la plus grande partie de sa carrière.
Après deux années aux Informations générales du quotidien, il a rejoint les éditions vendéennes de Presse-Océan en qualité de rédacteur, puis de reporter, avant de devenir chef de la rédaction de La Roche-sur-Yon, puis directeur départemental. Il a également, à cette époque, été correspondant de l'AFP et du journal Le Monde.
En 1986, Hervé Louboutin a rejoint la rédaction en chef du quotidien nantais. Éditorialiste, responsable des pages économiques, il a lancé le Prix Image Entreprise pour récompenser des entreprises de l'Ouest particulièrement performantes en matière de communication.
En 1997, il a quitté le quotidien pour créer son propre pool de magazines.
Hostile au rachat de Presse-Océan par le groupe Ouest-France, il a toujours défendu le pluralisme et la liberté éditoriale.
Au moment de son départ, Jean-Marie Desgrées du Loû, président de Presse-Océan, a déclaré qu'Hervé Louboutin avait quitté ses fonctions pour des « raisons internes sans lien avec le contenu des articles qu'il publiait régulièrement avec le talent que chacun lui reconnaît » (Le Monde, 18 janvier 2002).
Il préside depuis 1998 le groupe de presse Nouvel Ouest SA qui édite le news magazine mensuel Le Nouvel Ouest et le trimestriel féminin Folles de l'Ouest.
Membre de l'association de la presse présidentielle, il préside la Fédération de la Presse Magazine Régionale.

## Mandats syndicaux
- Président du Syndicat chrétien des journalistes (CFTC) (1987-91)
- Président de la Fédération de la presse magazine régionale (depuis 2003) qu'il a créée.

## Publications
- Le Puy du Fou, une culture en fête, 1979.
- Le Puy du Fou, le jour et la nuit, éditions Pays et terroirs, 1995.
- Les Enfants du pays (en collaboration  avec Gilbert Prouteau), 1984.
- A contre-courant (Recueil de chroniques éditoriales), 1996.